# هيكل أصفر طحلبي
الهياكل الصفراء الطحلبية (بالإنجليزية: Phycobilisomes)‏ هي قرون استشعار حاصدة للضوء للنظام الضوئي الثاني في البكتيريا الزرقاء والطحالب الحمراء والطحالب الزرقاء.

## الوظيفة
يحتوي كل بروتين أصفر طحلبي على امتصاص محدد وانبعاث إستشعاعي بحد أقصى في النطاق المرئي للضوء. لذلك فإن وجودها والترتيب الخاص بها داخل الهياكل الصفراء الطحلبية يسمح بامتصاص ونقل أحادي الاتجاه للطاقة الضوئية إلى اليخضور أ من نظام الضوء الثاني. بهذه الطريقة، تستفيد الخلايا من الأطوال الموجية المتاحة للضوء (في نطاق 500-650 نانومتر) والتي يتعذر لليخضور الوصول إليها وتستخدم طاقتها في عملية التمثيل الضوئي. هذا مفيد بشكل خاص في أعمق عمود الماء حيث يكون الضوء ذو أطوال موجية أطول أقل انتقالًا وبالتالي أقل توفرًا بشكل مباشر لليخضور.
الترتيب الهندسي للهيكل الأصفر الطحلبي أنيق للغاية في تجميع يشبه الهوائي مما ينتج عنه كفاءة 95٪ في نقل الطاقة.